# Рипдал, Терье
Те́рье Ри́пдал (норв. Terje Rypdal) (род. 23.08.1947, Осло) — норвежский джазовый гитарист и композитор.

## Очерк биографии и творчества
Родился в Осло в семье композитора и дирижёра военного оркестра. Учился игре на фортепиано и трубе, в 12 лет самостоятельно освоил игру на гитаре. Начинал как рок-гитарист, но в 1968 году обратился к джазу, вошёл в состав ансамбля Яна Гарбарека. Играл также в составе секстета Джорджа Расселла; изучал с Расселлом его «лидийскую хроматическую концепцию». 
В 1969 году принял участие в международном джазовом фестивале «New Jazz Meeting» в Баден-Бадене (Германия), где играл в составе джаз-бенда Лестера Боуи. В годы обучения в Консерватории Осло (класс композиции Финна Мортенсена) возглавлял камерный оркестр, аккомпанировавший норвежской версии популярного мюзикла «Волосы». С 1971 года постоянно записывался (как гитарист и как автор оригинальной музыки) на лейбле ECM Records.
В 1972 году основал собственную группу «Odyssey», с которой гастролировал в Великобритании и в США. В 1979 и 1981 гг. выпустил два экспериментальных альбома в ансамбле с Мирославом Витоушем и Джеком Деджоннетом. В 1984 году возглавил джазовое трио Chasers (в ансамбле участвовали также ударник Аудюн Клеве [Audun Kleive] и басист Бьёрн Хеллемир [Bjørn Kjellemyr]), с которым успешно гастролировал в Европе. Неоднократно (1985, 1986, 1988) принимал участие в джазовом фестивале Moldejazz (Молде, Норвегия). 
Рипдал считается одним из самых значительных гитаристов европейской джазовой сцены. В его собственной музыке стилевые элементы джаза и рока нередко сочетаются с элементами авангардной академической музыки; критики усматривают в ней влияние, в частности, Д. Лигети и К. Пендерецкого. Рипдал много экспериментировал со звучанием (электрической) гитары, в том числе играл на ней скрипичным смычком, использовал различные гитарные синтезаторы. Среди экспериментальных композиций: Eternal Circulation для симфонического оркестра и джазового ансамбля (1972), Somehow it's making me smile inside для гитары соло (1975), Imagi для танцоров и биг-бенда (1984). Концертная пьеса Undisonus для скрипки с оркестром (1987; релиз 1990 г. с участием Королевского филармонического оркестра) получила приз Союза норвежских композиторов как "сочинение года".
Удостоен национальной премии Buddyprisen (1985).